# Reprezentacja Kataru w piłce wodnej mężczyzn
Reprezentacja Kataru w piłce wodnej mężczyzn – zespół, biorący udział w imieniu Kataru w meczach i sportowych imprezach międzynarodowych w piłce wodnej, powoływany przez selekcjonera, w którym mogą występować wyłącznie zawodnicy posiadający obywatelstwo katarskie. Za jej funkcjonowanie odpowiedzialny jest Katarski Związek Pływacki (QSA), który jest członkiem Międzynarodowej Federacji Pływackiej.

## Historia
W 2006 reprezentacja Kataru rozegrała swój pierwszy oficjalny mecz na igrzyskach azjatyckich.

## Udział w turniejach międzynarodowych

### Igrzyska olimpijskie
Reprezentacja Kataru żadnego razu nie występowała na Igrzyskach Olimpijskich.

### Mistrzostwa świata
Dotychczas reprezentacji Kataru żadnego razu nie udało się awansować do finałów MŚ.

### Puchar świata
Katar żadnego razu nie uczestniczył w finałach Pucharu świata.

### Igrzyska azjatyckie
Katarskiej drużynie 2 razy udało się zakwalifikować na Igrzyska azjatyckie. W 2006 zajęła najwyższe 8. miejsce.